# Darrington (Washington)
Darrington ist eine Kleinstadt (town) im Snohomish County im US-Bundesstaat Washington. Nach dem Census von 2020 hatte sie 1462 Einwohner.

Lage von Darriingtpon (Washington) im Snohomish County

## Geschichte
Darrington liegt im oberen Stillaguamish Valley, welches einst von Gruppen der Sauk-Suiattle besiedelt war, im Einzugsgebiet des Sauk River, des Suiattle River und des White Chuck River mit zahlreichen Vorkommen von Lachsen und anderen Fischen. Eine Gruppe von Vermessungsingenieuren der Northern Pacific Railroad kam 1870 in das Gebiet, um einen Pass über das Kaskadengebirge hin zum Wenatchee Valley zu kartieren. Obwohl eine geeignete Route gefunden wurde, wurde die Eisenbahn tatsächlich weiter südlich gebaut. In der Gegend von Monte Cristo (Washington) wurde im Sommer 1889 Gold gefunden, und die Goldsucher begannen, ins Kaskadengebirge zu strömen. Eine Straße wurde von Sauk City am Skagit River aus nach Monte Cristo gebaut. Der Ort des heutigen Darrington markierte den halben Weg dieser Straße, damals die Boomtown „Starve Out“.
An einem „The Portage“ genannten Punkt wurde die Stadt nach einer Gemeindesitzung 1895 in Barrington umbenannt. Das US-Postministerium änderte fälschlicherweise den ersten Buchstaben in ein „D“, so dass der heutige Name entstand.
Die Teilstrecke der Northern Pacific Railroad von Arlington schloss Darrington am 1. Juni 1901 an das Netz an. Das eröffnete die Möglichkeiten zum Holzeinschlag. Mehrere Sägewerke entstanden in der Gegend und mit ihnen kleine Städte und Gemeinden. Über die Jahre wurden die meisten der kleinen Werke geschlossen oder fusionierten mit der Hampton Lumber Mill in der Stadt, welche der größte Arbeitgeber in Darrington ist. Der Verkehr der Northern Pacific Railroad wurde 1991 eingestellt und die Gleise 1994 zurückgebaut, um den Whitehorse Rails to Trails aufzubauen.
Darrington wurde offiziell am 15. Oktober 1945 als Gebietskörperschaft anerkannt, im selben Jahr wurde das erste Rathaus gebaut. Dieses beherbergt die Stadtkanzlei, das Bürgermeister-Amt, die Feuerwehr, die Bibliothek und das Gemeindezentrum mit einem Veranstaltungssaal. Im folgenden Jahr wurde in der Gemeinde Geld für ein Feuerwehrfahrzeug gesammelt. Diese Spendenaktion wurde Timberbowl genannt; die Tradition wurde mehrere Jahre gepflegt.
Holzeinschlag ist nach wie vor ein bedeutender Teil der Wirtschaft in Darrington. Viele Touristen schätzen den Campingplatz und die Wanderwege in die umgebenden Wildnisgebiete wie die Boulder River Wilderness, die Henry M. Jackson Wilderness und die Glacier Peak Wilderness.
Der Ort der Oso Mure von 2014, eine der schwersten Katastrophen dieser Art in der Geschichte der Vereinigten Staaten befindet sich etwa neunzehn Kilometer (12 mi) westlich von Darrington. Teilweise als Reaktion auf die Mure verabschiedeten sowohl das Repräsentantenhaus als auch der Senat den Green Mountain Lookout Heritage Protection Act zum Schutz eines Aussichtsturms in dem Gebiet, eine lokal bedeutende Touristenattraktion.

## Geographie
Darrington liegt auf  48°15′8″N und 121°36′14″W.
Laut dem United States Census Bureau nimmt die Stadt eine Gesamtfläche von 4,33 km² ein, wovon 4,27 km² Land- und 0,06 km² Wasserfläche sind. Die Stadt ist von Bergen umgeben, von denen der Whitehorse mit 2.088 Metern Höhe im Südwesten der höchste ist. Die Stadt liegt auf lediglich 169 Metern Höhe, und es gibt drei Straßen mit Zugang zum nördlichen Kaskadengebirge von Darrington aus. Nach Süden führt der Mountain Loop Highway, eine vom Forest Service unterhaltene Straße, die über neunzig Kilometer Granite Falls anbindet. Der SR 530 führt nach Norden entlang des Sauk River nach Rockport. Die nächstgelegene Stadt ist Arlington, 43 Kilometer westlich über die SR 530 parallel zum Stillaguamish River und dem Whitehorse Rails to Trails zu erreichen. Der Ausdruck „Going Down Below“ (etwa: ‚nach unten gehen‘) ist noch allgemein gebräuchlich in der Gemeinde für „die Stadt verlassen“.

## Demographie
| Jahr | Einwohner¹ |
| ---- | ---------- |
| 1950 | 921        |
| 1960 | 1.272      |
| 1970 | 1.094      |
| 1980 | 1.064      |
| 1990 | 1.042      |
| 2000 | 1.136      |
| 2010 | 1.347      |
| 2020 | 1.462      |

¹ 1980–2020: Volkszählungsergebnisse.

### Census 2000
Laut dem Census von 2000 gab es 1.136 Einwohner, 473 Haushalte und 292 Familien in der Stadt. Die Bevölkerungsdichte betrug 452,2 Einwohner pro Quadratkilometer. Es gab 505 Wohneinheiten bei einer Dichte von 201 pro Quadratkilometer. Die Bevölkerung bestand zu 94,98 Prozent aus Weißen, zu 1,67 Prozent aus Indianern, zu 0,35 Prozent aus Asiaten, zu 0,26 Prozent aus anderen „Rassen“ und zu 2,73 Prozent aus zwei oder mehr „Rassen“. Hispanics oder Latinos „jeglicher Rasse“ bildeten 1,23 Prozent der Bevölkerung.
Es gab 473 Haushalte, von denen 30,9 Prozent Kinder unter achtzehn Jahren beherbergten; 49 Prozent wurden von zusammen lebenden verheirateten Paaren und 8,7 Prozent von einer alleinstehenden Mutter geführt; 38,1 Prozent waren Nicht-Familien. 31,7 Prozent aller Haushalte waren Singles und 14,6 Prozent bestanden aus einer alleinstehenden Person von 65 Jahren oder älter. Die durchschnittliche Haushaltsgröße betrug 2,4 Personen, bei den Familien waren es 3,08 Personen.
Der Median des Alters betrug 38 Jahre. 27,1 Prozent der Einwohner waren unter 18, 6,9 Prozent zwischen 18 und 24, 27,5 Prozent zwischen 25 und 44, 21,9 Prozent zwischen 45 und 64 Jahren alt und 16,6 Prozent waren 65 Jahre alt oder älter. Auf 100 Frauen kamen 96,9 Männer, bei den über 18-Jährigen waren es 97,6 Männer auf 100 Frauen.
Alle Angaben zum mittleren Einkommen beziehen sich auf den Median. Das mittlere Haushaltseinkommen betrug 32.813 Dollar, bei Familien lag es bei 44.063 Dollar. Männer hatten ein mittleres Einkommen von 36.429 Dollar, Frauen dagegen von 25.625 Dollar. Das Pro-Kopf-Einkommen betrug 17.384 Dollar. Etwa 4,7 Prozent der Familien und 8,9 Prozent der Gesamtbevölkerung lebten unterhalb der Armutsgrenze, darunter 10,9 Prozent der unter 18-Jährigen und 6,6 Prozent der über 65-Jährigen.

### Census 2010
Laut Census gab es 2010 1.347 Einwohner, 567 Haushalte und 349 Familien in der Stadt. Die Bevölkerungsdichte betrug 315,2 Einwohner pro Quadratkilometer. Es gab 644 Wohneinheiten bei einer Dichte von 150,7 pro Quadratkilometer. Die Bevölkerung bestand zu 92,4 Prozent aus Weißen, zu 2,4 Prozent aus Indianern, zu 0,4 Prozent aus Asiaten, zu 0,5 Prozent aus anderen „Rassen“ und zu 4,2 Prozent aus zwei oder mehr „Rassen“. Hispanics oder Latinos „jeglicher Rasse“ bildeten 3,2 Prozent der Bevölkerung.
Es gab 567 Haushalte, von denen 30,9 Prozent Kinder unter achtzehn Jahren beherbergten; 44,8 Prozent wurden von zusammen lebenden verheirateten Paaren, 9,5 Prozent von einer alleinstehenden Mutter und 7,2 Prozent von einem alleinstehenden Vater geführt; 38,4 Prozent waren Nicht-Familien. 32,6 Prozent aller Haushalte waren Singles und 13,1 Prozent bestanden aus einer alleinstehenden Person von 65 Jahren oder älter. Die durchschnittliche Haushaltsgröße betrug 2,37 Personen, bei den Familien waren es 2,96 Personen.
Der Median des Alters betrug 41,4 Jahre. 22,7 Prozent der Einwohner waren unter 18, 7,7 Prozent zwischen 18 und 24 Jahren, 24,9 Prozent zwischen 25 und 44, 28,1 Prozent zwischen 45 und 64 Jahren alt und 16,6 Prozent waren 65 Jahre alt oder älter. Es gab 50,9 Prozent Frauen und 49,1 Prozent Männer.

## Bildung
Im Darrington School District lernen 570 Kinder auf einem K-12-Campus. Die Parent Teacher Student Association, ein gegenüber der Elternvertretung in Deutschland stark erweitertes Gremium, ist in die Arbeit der örtlichen Schulen stark eingebunden. Schulversammlungen werden mehrfach im Jahr abgehalten, auf denen Schüler für akademische Leistungen und konstruktives Verhalten ausgezeichnet werden. Für die High School und die Middle School gibt es einen Theaterclub, der zwei Aufführungen pro Jahr veranstaltet.
Das Maskottchen der Schule ist der Darrington Logger (Holzfäller von Darrington), welcher nach der Industrie benannt ist, der die Stadt ihre Entstehung und ihren Aufschwung verdankt. Darrington hat durchgängig wettbewerbsfähige Mannschaften im Jungen- und Mädchensport aufgestellt. Für die Schüler werden American Football, Basketball, Baseball, Volleyball, Tennis und Wrestling angeboten. Die Sportler werden sowohl von Lehrern als auch von anderen Einwohnern trainiert, wobei Lehrer bei der Auswahl generell bevorzugt werden. Die Darrington Loggers gewannen 1981 die B-Meisterschaft im Staat Washington im Baseball. Auch in anderen Sportarten sind die Loggers sehr erfolgreich.
Die Grundschule in Darrington hat etwa 264 Schüler. 49,6 Prozent der Schüler erhalten freies oder preisvergünstigtes Essen. Sonderschüler machen etwa 18,3 Prozent aus. Es gibt 20 Klassenlehrer; die durchschnittliche Berufserfahrung der Lehrer beträgt 20 Jahre. Insgesamt haben 80 Prozent der Lehrer einen Master-Abschluss. Dan Rankin ist gegenwärtig der Schulleiter.
Aufgrund der finanziellen Notlage eines durch Armut gekennzeichneten Distrikts gibt es Pläne, den Sport in der Mittelschule zu beschneiden, weil der Schuldistrikt die Kosten nicht länger aufbringen kann. Es wird auch Einschnitte bei der Bildung geben, auch wenn diese noch nicht umgesetzt wurden.

## Verkehr
Darrington liegt an der State Route 530, die westwärts nach Arlington und nordwärts zur SR 20 in Rockport führt.
Der Whitehorse Trail, ein Wander-, Rad- und Reitweg, wird eine stillgelegte Bahnstrecke benutzen, die im 20. Jahrhundert Darrington und Arlington verband.

## Söhne und Töchter der Stadt
- Bob Barker (1923–2023), Showmaster des CBS (The Price Is Right)
- Bernard William Gobin (1930–2009), Bildhauer, Fischer, Musiker und politischer Führer der Tulalip-Stämme

## Tourismus
Die Gegend um Darrington bietet zahlreiche Möglichkeiten zur Erholung. Wandern, Angeln, Rafting und Felsklettern sind einige der in der Nähe stattfindenden Aktivitäten. Zu Beginn des Jahres 2014 wurde die Whiskey Ridge Brewing Company als erste Mikrobrauerei in Darrington eröffnet. Sie war im historischen Alten Rathaus angesiedelt, zog jedoch 2015 nach Arlington um. Es gibt eine neuere Brauerei (River Time Brewing) im alten Rathaus, die sowohl bei Touristen wie bei Einheimischen beliebt ist. Es gibt 3 Restaurants/Cafés und einen Buchladen/Coffee Shop.